# Sami Uusitalo
Sami "Tundra" Uusitalo (ur. 27 lipca 1977) – fiński basista, najbardziej znany z folk metalowego zespołu Finntroll i z funreal doom metalowego zespołu Shape of Despair. Gra także w folk/doom metalowej formacji The Mist and the Morning Dew. Gitarzysta zespołu Funebre nazywa się tak samo, nie jest to jednak ta sama osoba.